# Sablia pseudocomma
Sablia pseudocomma là một loài bướm đêm trong họ Noctuidae.